# Красный Кут (аэропорт)
Красный Кут — аэропорт местных воздушных линий, расположенный вблизи города Красный Кут Саратовской области.
Аэродром Красный Кут 3 класса, способен принимать самолёты Як-40, Ан-24 и все более лёгкие, а также вертолёты всех типов. Используется как аэродром Краснокутского лётного училища гражданской авиации для учебных полётов на самолётах Ан-2, Cessna-172, Diamond Da-40, Let L-410 UVP-E20. В дождливую погоду основная (грунтовая) ВПП размокает и становится непригодной, что приводит к перерывам в полётах.
Имеются также полевые аэродромы (посадочные площадки) для учебных полётов:
- Комсомольское (в 3,5 км южнее одноимённого населённого пункта) с грунтовой ВПП размерами 1600×1800 м;
- Ямское (в 5 км юго-западнее одноимённого населённого пункта) с грунтовой ВПП размерами 1300×1200 м;
- Пушкино (в 2,5 км юго-восточнее одноимённого населённого пункта) с грунтовой ВПП 1000×1200 м.